# Pekari bělobradý
Pekari bělobradý (Tayassu pecari) je sudokopytník z čeledi pekariovitých.

## Výskyt
Výskyt je podobný jako u pekari páskovaného, který je však méně vzácný.
Vyskytuje se od jižního Mexika po severní Argentinu, nejvíce se mu daří v hustých a vlhkých tropických lesích, ale vyskytuje se také v suchých lesích, mangrovech a suchých xerofytických oblastech, stejně jako v brazilském ekoregionu Cerrado. Pohybuje se v nadmořských výškách od 0 do 1 900 m n. m.

## Taxonomie
Pekari bělobradý byl popsán v roce 1795 Heinrichem Friedrichem Linkem jako Sus pecari. V roce 1814 byl Johannem Fischerem von Waldheimem zařazen do monotypického taxonu Tayassu (v českém prostředí užívané jméno pekari se užívá i pro jiné rody z čeledi pekariovitých).
Je známo pět poddruhů:
- T. p. pecari (Link, 1795)
- T. p. aequatoris (Lönnberg, 1921)
- T. p. albirostris (Illiger, 1815)
- T. p. ringens (Merriam, 1901)
- T. p. spiradens (Goldman, 1912)

V zajetí došlo k páření s pekari páskovaným, v divoké přírodě však takový případ zaznamenán nebyl.